# Neva Boyd
Neva Leona Boyd, född 25 februari 1876 i Sanborn i Iowa, död 21 november 1963 i Chicago i Illinois, var en amerikansk pedagog och sociolog. Hon utvecklade en gruppleksteori som byggde på hennes egna erfarenheter och observationer under sitt yrkesverksamma liv vid Chicago Hull House, ett av de mest kända allaktivitetshusen i USA som drevs av Jane Addams som fick Nobels fredspris 1931. 
Neva Boyd  grundade en ettårig skola för fritidspedagoger ”Recreational Training School” Programmet bestod av grupplekar, dans- och dramalekar, lekteori, social gruppdynamik, scenkonst, administration och ekonomi. Skolan flyttade från Hull house till Northwestern University där hennes program kom att ingå i en fakultet och hon jobbade som sociolog från 1927 fram till sin pension 1941.
Boyd praktiserade sin lekteori vid olika sammanhang allt ifrån konvalescenthem efter första världskriget till mentalsjukvården. Tillsammans med Charlotte Chorpenning var hon med och organiserade National cooperation recreation school som senare blev Easter cooperation recreation school som än idag har kurser. Dessa organisationer drevs i kooperativ då den kooperativa tanken blev allt viktigare för Boyd.